# گنو دیباگر
دیباگر گنو (به انگلیسی: GNU Debugger)، که معمولاً به آن GDB گفته می‌شود و نام فایل اجرایی آن هم gdb می‌باشد، یک اشکال‌یاب استاندارد برای سیستم‌های نرم‌افزاری گنو است.
این اشکال‌یاب، یک اشکال‌یاب با قابلیت پورت است که بر روی اکثر سیستم‌های شبه-یونیکس اجرا می‌شود و برای اکثر زبان‌های برنامه‌نویسی، شامل آدا، سی، سی++، آبجکتیو-سی، فری پاسکال، فرترن، جاوا و برخی دیگر کار می‌کند.

## تاریخچه
GDB در ابتدا توسط ریچارد استالمن در سال ۱۹۸۶ بعد از آنکه گنو ایمکس به اندازه‌ای منطقی پایدار شده بود، به عنوان بخشی از سیستم گنو نوشته شد.
GDB یک نرم‌افزار آزاد است که تحت پروانه عمومی همگانی گنو منتشر شد.

## اطلاعات فنی

### ویژگی‌ها
GDB امکانات وسیعی را برای رهیابی و اصلاح اجرای برنامه‌های کامپیوتری فراهم می‌آورد. کاربر می‌تواند مقدار متغیرهای درونی برنامه‌ها را مشاهده و تغییردهد و حتی امکان فراخوانی توابع، مستقل از روند کار عادی برنامه خواهد داشت.
GDB کماکان به شکل فعالی در حال توسعه می‌باشد. همان‌طور که در نسخه شماره ۷ ویژگی‌های جدیدی شامل پشتیبانی از زبان اسکریپت‌نویسی پایتون اضافه شده‌است. همچنین از نسخه شماره ۷٫۳ نیز امکان «دیباگ‌کردن برگشت‌پذیر» نیز این امکان را می‌داد که در نشست دیباگ‌کردن به عقب بازگشته، درست مشابه بازگردانی یک برنامه خراب شده برای مشاهده علت بروز مشکل که به ویژگی‌های آن اضافه شد.